# Llista de monuments del Camp de Túria
Llista de monuments del Camp de Túria inscrits en l'Inventari General del Patrimoni Cultural Valencià per la comarca del Camp de Túria.
S'inclouen els monuments declarats com a Béns d'Interés Cultural (BIC), classificats com a béns immobles sota la categoria de monuments (realitzacions arquitectòniques o d'enginyeria, i obres d'escultura colossal), i els monuments declarats com a Béns immobles de rellevància local (BRL). Estan inscrits en l'Inventari General del Patrimoni Cultural Valencià, en les seccions 1a i 2a respectivament.

## Benaguasil
| Monument                              | Prot.? | Estil/època           | Localització                                                | Coordenades                                          | Codi?         | Imatge |
| ------------------------------------- | ------ | --------------------- | ----------------------------------------------------------- | ---------------------------------------------------- | ------------- | --- |
| Restes del Castell de Benaguasil      | BIC    |                       | Benaguasil Dins de l'edifici Unión Musical, pl. del Castell | 39° 35′ 41″ N, 0° 35′ 05″ O / 39.594769°N,0.58462°O  | RI-51-0011199 | Restes del Castell de Benaguasil · Vegeu més fotos d'aquest monument · Carregueu una nova foto d'aquest monument                   |
| Restes del recinte emmurallat         | BIC    |                       | Benaguasil C. Mur                                           | 39° 35′ 37″ N, 0° 35′ 03″ O / 39.593547°N,0.58406°O  | RI-51-0011198 | Restes del recinte emmurallat (Benaguasil) · Vegeu més fotos d'aquest monument · Carregueu una nova foto d'aquest monument         |
| Torre de Felx                         | BIC    | Arquitectura islàmica | Benaguasil Paratge Pla de la Barca                          | 39° 34′ 20″ N, 0° 36′ 36″ O / 39.572108°N,0.610008°O | RI-51-0010669 | Torre de Felx (Benaguasil) · Vegeu més fotos d'aquest monument · Carregueu una nova foto d'aquest monument                         |
| Hort Amorós                           | BRL    |                       | Benaguasil                                                  | 39° 35′ 26″ N, 0° 35′ 07″ O / 39.590611°N,0.585278°O | 46.11.051-008 | Carregueu una nova foto d'aquest monument                                                                                          |
| Església parroquial de l'Assumpció    | BRL    | S.XVIII               | Benaguasil Pl. Major de la Vila, 3                          | 39° 35′ 38″ N, 0° 35′ 08″ O / 39.593803°N,0.585572°O | 46.11.051-001 | Església parroquial de l'Assumpció (Benaguasil) · Vegeu més fotos d'aquest monument · Carregueu una nova foto d'aquest monument    |
| Santuari de la Mare de Déu de Montiel | BRL    | S.XV; S.XX (1920)     | Benaguasil Turó de Montiel                                  | 39° 35′ 33″ N, 0° 35′ 51″ O / 39.592475°N,0.597422°O | 46.11.051-002 | Santuari de la Mare de Déu de Montiel (Benaguasil) · Vegeu més fotos d'aquest monument · Carregueu una nova foto d'aquest monument |

## Benissanó
| Monument                            | Prot.? | Estil/època                      | Localització                        | Coordenades                                          | Codi?         | Imatge |
| ----------------------------------- | ------ | -------------------------------- | ----------------------------------- | ---------------------------------------------------- | ------------- | --- |
| Castell de Benissanó                | BIC    | Arquitectura medieval S.XV; S.XX | Benissanó Als afores de la població | 39° 36′ 51″ N, 0° 34′ 41″ O / 39.614197°N,0.578139°O | RI-51-0008988 | Castell de Benissanó · Vegeu més fotos d'aquest monument · Carregueu una nova foto d'aquest monument                            |
| Muralles de Benissanó               | BIC    |                                  | Benissanó                           | 39° 36′ 50″ N, 0° 34′ 42″ O / 39.613896°N,0.57844°O  | 46.11.067-008 | Muralles de Benissanó · Vegeu més fotos d'aquest monument · Carregueu una nova foto d'aquest monument                           |
| Església parroquial dels Sants Reis | BRL    |                                  | Benissanó                           | 39° 36′ 49″ N, 0° 34′ 41″ O / 39.613707°N,0.577973°O | 46.11.067-001 | Església parroquial dels Sants Reis (Benissanó) · Vegeu més fotos d'aquest monument · Carregueu una nova foto d'aquest monument |

## Bétera
| Monument                                                                | Prot.? | Estil/època                         | Localització                                                  | Coordenades                                          | Codi?         | Imatge |
| ----------------------------------------------------------------------- | ------ | ----------------------------------- | ------------------------------------------------------------- | ---------------------------------------------------- | ------------- | --- |
| Castell-Palau dels Boïl                                                 | BIC    | Arquitectura medieval S.XIV; S.XV   | Bétera Pl. Castell                                            | 39° 35′ 33″ N, 0° 27′ 47″ O / 39.592392°N,0.463194°O | RI-51-0011126 | Castell Palau dels Boïl (Bétera) · Vegeu més fotos d'aquest monument · Carregueu una nova foto d'aquest monument                                                 |
| Poblat ibèric emmurallat del Tos Pelat                                  | BIC    |                                     | Bétera i Montcada Pròxim a la ctra. de Torres Torres a Bétera | 39° 33′ 36″ N, 0° 25′ 15″ O / 39.55995°N,0.420969°O  | RI-51-0011388 | Poblat ibèric emmurallat del Tos Pelat (Bétera-Montcada) · Vegeu més fotos d'aquest monument · Carregueu una nova foto d'aquest monument                         |
| Restes arqueològiques de l'alqueria islàmica de Bofilla i la seua torre | BIC    | Arquitectura islàmica S. XI; S. XIV | Bétera A l'est del poble, prop del Carraixet                  | 39° 34′ 49″ N, 0° 25′ 45″ O / 39.580206°N,0.429234°O | RI-51-0010512 | Restes arqueològiques de l'alqueria islàmica de Bofilla i la seua torre (Bétera) · Vegeu més fotos d'aquest monument · Carregueu una nova foto d'aquest monument |
| Església parroquial de la Puríssima Concepció                           | BRL    |                                     | Bétera                                                        | 39° 35′ 33″ N, 0° 27′ 43″ O / 39.592617°N,0.461891°O | 46.11.070-001 | Església parroquial de la Puríssima Concepció (Bétera) · Vegeu més fotos d'aquest monument · Carregueu una nova foto d'aquest monument                           |

## Casinos
| Monument                             | Prot.? | Estil/època | Localització | Coordenades                                          | Codi?         | Imatge |
| ------------------------------------ | ------ | ----------- | ------------ | ---------------------------------------------------- | ------------- | --- |
| Ermita de Sant Roc                   | BRL    |             | Casinos      | 39° 41′ 33″ N, 0° 42′ 14″ O / 39.692621°N,0.703821°O | 46.11.089-001 | Ermita de Sant Roc (Casinos) · Vegeu més fotos d'aquest monument · Carregueu una nova foto d'aquest monument                   |
| Església parroquial de Santa Bàrbara | BRL    |             | Casinos      | 39° 42′ 01″ N, 0° 42′ 27″ O / 39.700324°N,0.707576°O | 46.11.089-002 | Església parroquial de Santa Bàrbara (Casinos) · Vegeu més fotos d'aquest monument · Carregueu una nova foto d'aquest monument |

## L'Eliana
| Monument                                        | Prot.? | Estil/època           | Localització         | Coordenades                                          | Codi?         | Imatge |
| ----------------------------------------------- | ------ | --------------------- | -------------------- | ---------------------------------------------------- | ------------- | --- |
| Torre del Virrei                                | BIC    | Arquitectura medieval | L'Eliana C. Alboraig | 39° 34′ 10″ N, 0° 32′ 28″ O / 39.569497°N,0.541082°O | RI-51-0010675 | Torre del Virrei (l'Eliana) · Vegeu més fotos d'aquest monument · Carregueu una nova foto d'aquest monument                                |
| Església parroquial de la Mare de Déu del Carme | BRL    |                       | L'Eliana             | 39° 34′ 00″ N, 0° 31′ 46″ O / 39.566783°N,0.529403°O | 46.11.116-001 | Església parroquial de la Mare de Déu del Carme (l'Eliana) · Vegeu més fotos d'aquest monument · Carregueu una nova foto d'aquest monument |

## Gàtova
| Monument                                          | Prot.? | Estil/època | Localització                         | Coordenades                                          | Codi?         | Imatge |
| ------------------------------------------------- | ------ | ----------- | ------------------------------------ | ---------------------------------------------------- | ------------- | --- |
| Castell de Torrejón, o Torre de Torrejón          | BIC    |             | Gàtova Prop de la font de l'Albereda | 39° 46′ 00″ N, 0° 33′ 22″ O / 39.7668°N,0.55605°O    | 46.11.902-001 | Carregueu una nova foto d'aquest monument                                                                                                  |
| Església parroquial de la Mare de Déu dels Àngels | BRL    |             | Gàtova Pl. Major                     | 39° 46′ 10″ N, 0° 31′ 15″ O / 39.769390°N,0.520911°O | 46.11.902-002 | Església parroquial de la Mare de Déu dels Àngels (Gàtova) · Vegeu més fotos d'aquest monument · Carregueu una nova foto d'aquest monument |

## Llíria
| Monument                                                                 | Prot.? | Estil/època                            | Localització                              | Coordenades                                          | Codi?         | Imatge |
| ------------------------------------------------------------------------ | ------ | -------------------------------------- | ----------------------------------------- | ---------------------------------------------------- | ------------- | --- |
| Ajuntament de Llíria                                                     | BIC    | Renaixement, manierisme S.XVI; S. XVII | Llíria Pl. Major                          | 39° 37′ 30″ N, 0° 35′ 42″ O / 39.624961°N,0.594872°O | RI-51-0011967 | Ajuntament de Llíria · Vegeu més fotos d'aquest monument · Carregueu una nova foto d'aquest monument                                      |
| Església de la Sang                                                      | BIC    | Gòtic S.XIII; S.XIV                    | Llíria Pl. Vila Antiga                    | 39° 37′ 33″ N, 0° 35′ 40″ O / 39.625864°N,0.594395°O | RI-51-0000165 | Església de la Sang (Llíria) · Vegeu més fotos d'aquest monument · Carregueu una nova foto d'aquest monument                              |
| Poble murat Cova Foradà                                                  | BIC    |                                        | Llíria                                    | 39° 40′ 20″ N, 0° 41′ 46″ O / 39.672308°N,0.696236°O | 46.11.147-018 | Carregueu una nova foto d'aquest monument                                                                                                 |
| Muralla medieval de Llíria                                               | BIC    |                                        | Llíria C. Viriat, 61                      | 39° 37′ 30″ N, 0° 35′ 34″ O / 39.625053°N,0.592868°O | 46.11.147-023 | Muralla medieval de Llíria · Carregueu una nova foto d'aquest monument                                                                    |
| Restes de l'Alcassaba                                                    | BIC    |                                        | Llíria                                    | 39° 37′ 34″ N, 0° 35′ 38″ O / 39.626148°N,0.593895°O | 46.11.147-024 | Restes de l'Alcassaba (Llíria) · Vegeu més fotos d'aquest monument · Carregueu una nova foto d'aquest monument                            |
| Casa o Masia de Camps                                                    | BIC    |                                        | Llíria Prop del poble de Casinos          | 39° 43′ 10″ N, 0° 42′ 00″ O / 39.719428°N,0.700133°O | 46.11.147-026 | Carregueu una nova foto d'aquest monument                                                                                                 |
| Masia de Molla                                                           | BIC    |                                        | Llíria                                    | 39° 44′ 13″ N, 0° 34′ 31″ O / 39.737078°N,0.575239°O | 46.11.147-027 | Carregueu una nova foto d'aquest monument                                                                                                 |
| Masia del Jutge                                                          | BIC    |                                        | Llíria                                    | 39° 39′ 48″ N, 0° 44′ 54″ O / 39.663269°N,0.748303°O | 46.11.147-028 | Carregueu una nova foto d'aquest monument                                                                                                 |
| Poblat Ibèric Tossal Sant Miquel                                         | BIC    |                                        | Llíria                                    | 39° 37′ 15″ N, 0° 35′ 52″ O / 39.620798°N,0.597836°O | RI-55-0000360 | Poblat Ibèric Tossal de Sant Miquel (Llíria) · Vegeu més fotos d'aquest monument · Carregueu una nova foto d'aquest monument              |
| Reial Monestir de Sant Miquel                                            | BRL    | Rococó S.XVIII; S.XIX; S.XX            | Llíria Mont Sant Miquel                   | 39° 37′ 18″ N, 0° 35′ 57″ O / 39.621644°N,0.599206°O | 46.11.147-002 | Reial Monestir de Sant Miquel (Llíria) · Vegeu més fotos d'aquest monument · Carregueu una nova foto d'aquest monument                    |
| Antic Hospital                                                           | BRL    |                                        | Llíria C. La Venta, 9                     | 39° 37′ 48″ N, 0° 35′ 51″ O / 39.629862°N,0.597524°O | 46.11.147-019 | Carregueu una nova foto d'aquest monument                                                                                                 |
| Banys àrabs                                                              | BRL    |                                        | Llíria C. Andoval                         | 39° 37′ 32″ N, 0° 35′ 31″ O / 39.625631°N,0.592055°O | 46.11.147-020 | Banys àrabs (Llíria) · Vegeu més fotos d'aquest monument · Carregueu una nova foto d'aquest monument                                      |
| Castellet de Bernabé                                                     | BRL    |                                        | Llíria Ctra. Llíria - les Alcubles, km 15 | 39° 44′ 28″ N, 0° 41′ 05″ O / 39.740986°N,0.684836°O | 46.11.147-022 | Castellet de Bernabé (Llíria) · Vegeu més fotos d'aquest monument · Carregueu una nova foto d'aquest monument                             |
| Ermita de Sant Vicent, o Santuari de Sant Vicent                         | BRL    |                                        | Llíria Parc de Sant Vicent                | 39° 39′ 07″ N, 0° 34′ 34″ O / 39.651851°N,0.576119°O | 46.11.147-007 | Ermita de Sant Vicent (Llíria) · Vegeu més fotos d'aquest monument · Carregueu una nova foto d'aquest monument                            |
| Ermita de Santa Bàrbara                                                  | BRL    |                                        | Llíria                                    | 39° 37′ 36″ N, 0° 36′ 13″ O / 39.626606°N,0.603575°O | 46.11.147-011 | Ermita de Santa Bàrbara (Llíria) · Vegeu més fotos d'aquest monument · Carregueu una nova foto d'aquest monument                          |
| Forn de la Vila                                                          | BRL    |                                        | Llíria                                    | 39° 37′ 31″ N, 0° 35′ 39″ O / 39.625184°N,0.594296°O | 46.11.147-012 | Forn de la Vila (Llíria) · Vegeu més fotos d'aquest monument · Carregueu una nova foto d'aquest monument                                  |
| Església del Remei, antic convent                                        | BRL    | S.XVIII                                | Llíria C. la Verge, 2                     | 39° 37′ 38″ N, 0° 35′ 39″ O / 39.627203°N,0.594060°O | 46.11.147-005 | Església del Remei (Llíria) · Vegeu més fotos d'aquest monument · Carregueu una nova foto d'aquest monument                               |
| Església del Bon Pastor                                                  | BRL    |                                        | Llíria                                    | 39° 37′ 32″ N, 0° 35′ 36″ O / 39.625608°N,0.593234°O | 46.11.147-014 | [[Fitxer:Església del Bon Pastor, segle xiii, Llíria.jpg\|120x120px\|centre\|border\|Església del Bon Pastor (Llíria)]]                   |
| Església parroquial de l'Assumpció                                       | BRL    | S.XVII                                 | Llíria Pl. Major                          | 39° 37′ 32″ N, 0° 35′ 42″ O / 39.625475°N,0.594972°O | 46.11.147-004 | Església parroquial de l'Assumpció (Llíria) · Vegeu més fotos d'aquest monument · Carregueu una nova foto d'aquest monument               |
| Església parroquial de la Mare de Déu                                    | BRL    |                                        | Llíria                                    | 39° 37′ 30″ N, 0° 35′ 37″ O / 39.625099°N,0.593562°O | 46.11.147-015 | [[Fitxer:Església de la Mare de Déu, segle xviii, Llíria.jpg\|120x120px\|centre\|border\|Església parroquial de la Mare de Déu (Llíria)]] |
| Església parroquial de Sant Francesc d'Assís, o Convent de Sant Francesc | BRL    | S.XVII; S.XVIII                        | Llíria C. Sant Francesc d'Assís           | 39° 37′ 43″ N, 0° 35′ 59″ O / 39.628509°N,0.599622°O | 46.11.147-013 | Carregueu una nova foto d'aquest monument                                                                                                 |
| Santuari i termes romanes de Mura                                        | BRL    |                                        | Llíria                                    | 39° 37′ 45″ N, 0° 35′ 42″ O / 39.629167°N,0.595°O    | 46.11.147-021 | Santuari i termes romanes de Mura (Llíria) · Vegeu més fotos d'aquest monument · Carregueu una nova foto d'aquest monument                |

## Loriguilla
| Monument                                  | Prot.? | Estil/època | Localització | Coordenades                                          | Codi?         | Imatge |
| ----------------------------------------- | ------ | ----------- | ------------ | ---------------------------------------------------- | ------------- | --- |
| Església parroquial de Sant Joan Baptista | BRL    |             | Loriguilla   | 39° 41′ 01″ N, 0° 55′ 53″ O / 39.683539°N,0.931355°O | 46.11.148-002 | Església parroquial de Sant Joan Baptista (Loriguilla) · Modifica el valor a Wikidata · Carregueu una nova foto d'aquest monument |

## Marines
| Monument                                    | Prot.? | Estil/època           | Localització            | Coordenades                                          | Codi?         | Imatge |
| ------------------------------------------- | ------ | --------------------- | ----------------------- | ---------------------------------------------------- | ------------- | --- |
| Torre Olla                                  | BIC    | Arquitectura medieval | Marines Serra Calderona | 39° 43′ 47″ N, 0° 30′ 21″ O / 39.729686°N,0.505777°O | RI-51-0010667 | Torre Olla (Marines) · Carregueu una nova foto d'aquest monument                                                                      |
| Església del Crist del Perdó                | BRL    |                       | Marines                 | 39° 40′ 31″ N, 0° 33′ 41″ O / 39.675360°N,0.561348°O | 46.11.161-003 | Església del Crist del Perdó (Marines) · Vegeu més fotos d'aquest monument · Carregueu una nova foto d'aquest monument                |
| Església parroquial del Crist de les Mercés | BRL    |                       | Marines                 | 39° 40′ 31″ N, 0° 33′ 41″ O / 39.675357°N,0.561361°O | 46.11.161-002 | Església parroquial del Crist de les Mercés (Marines) · Vegeu més fotos d'aquest monument · Carregueu una nova foto d'aquest monument |

## Nàquera
| Monument                                              | Prot.? | Estil/època | Localització | Coordenades                                          | Codi?         | Imatge |
| ----------------------------------------------------- | ------ | ----------- | ------------ | ---------------------------------------------------- | ------------- | --- |
| Ermita de Sant Francesc i Calvari                     | BRL    |             | Nàquera      | 39° 39′ 13″ N, 0° 25′ 29″ O / 39.653656°N,0.424704°O | 46.11.178-001 | Ermita de Sant Francesc (Nàquera) · Vegeu més fotos d'aquest monument · Carregueu una nova foto d'aquest monument |
| Església parroquial de la Mare de Déu de l'Encarnació | BRL    |             | Nàquera      | 39° 39′ 29″ N, 0° 25′ 28″ O / 39.65806°N,0.42458°O   | 46.11.178-002 | Església parroquial de la Mare de Déu de l'Encarnació (Nàquera) · Carregueu una nova foto d'aquest monument       |

## Olocau
| Monument                                                         | Prot.?        | Estil/època                                   | Localització                      | Coordenades                                          | Codi?         | Imatge |
| ---------------------------------------------------------------- | ------------- | --------------------------------------------- | --------------------------------- | ---------------------------------------------------- | ------------- | --- |
| Castell del Reial                                                | BIC           | Arquitectura islàmica, arquitectura medieval  | Olocau Camí del Castell           | 39° 43′ 22″ N, 0° 31′ 26″ O / 39.722731°N,0.523803°O | RI-51-0010690 | Castell del Reial (Olocau) · Vegeu més fotos d'aquest monument · Carregueu una nova foto d'aquest monument                               |
| El Castell, Torre de Pardines i Casa Pairal dels Comtes d'Olocau | BIC           | Arquitectura medieval S.XIII; S.XIV; S. XVIII | Olocau C. Sant Josep              | 39° 42′ 01″ N, 0° 31′ 49″ O / 39.700161°N,0.530276°O | RI-51-0010646 | El Castell (Olocau) · Vegeu més fotos d'aquest monument · Carregueu una nova foto d'aquest monument                                      |
| Puntal dels Llops                                                | BIC           |                                               | Olocau Puntal dels Llops          | 39° 42′ 07″ N, 0° 32′ 31″ O / 39.701857°N,0.541858°O | 46.11.182-005 | Puntal dels Llops (Olocau) · Vegeu més fotos d'aquest monument · Carregueu una nova foto d'aquest monument                               |
| Església parroquial de la Mare de Déu del Roser                  | BRL           |                                               | Olocau C. Dolors - c. Sant Rafael | 39° 41′ 59″ N, 0° 31′ 52″ O / 39.699834°N,0.531240°O | 46.11.182-003 | Església parroquial de la Mare de Déu del Roser (Olocau) · Vegeu més fotos d'aquest monument · Carregueu una nova foto d'aquest monument |
| Calvari                                                          | BRL etnològic |                                               | Olocau                            | 39° 42′ 11″ N, 0° 31′ 55″ O / 39.70306°N,0.53194°O   | 46.11.182-004 | Carregueu una nova foto d'aquest monument                                                                                                |
| Aqüeducte de l'Arquet                                            | BRL           | Arquitectura clàssica                         | Olocau                            |                                                      | 46.11.182-006 | Carregueu una nova foto d'aquest monument                                                                                                |

## La Pobla de Vallbona
| Monument                                                   | Prot.?        | Estil/època | Localització                                       | Coordenades                                          | Codi?         | Imatge |
| ---------------------------------------------------------- | ------------- | ----------- | -------------------------------------------------- | ---------------------------------------------------- | ------------- | --- |
| Església parroquial de Sant Jaume Apòstol                  | BRL           |             | La Pobla de Vallbona                               | 39° 35′ 18″ N, 0° 33′ 29″ O / 39.588225°N,0.558117°O | 46.11.202-001 | Església parroquial de Sant Jaume Apòstol (la Pobla de Vallbona) · Vegeu més fotos d'aquest monument · Carregueu una nova foto d'aquest monument                  |
| Església parroquial de la Santíssima Trinitat i Sant Josep | BRL           |             | La Pobla de Vallbona                               | 39° 35′ 34″ N, 0° 33′ 10″ O / 39.59264°N,0.55278°O   | 46.11.202-002 | Església parroquial de la Santíssima Trinitat i Sant Josep (la Pobla de Vallbona) · Vegeu més fotos d'aquest monument · Carregueu una nova foto d'aquest monument |
| Ermita de Sant Sebastià i Calvari                          | BRL           |             | La Pobla de Vallbona                               | 39° 35′ 46″ N, 0° 32′ 58″ O / 39.596176°N,0.549474°O | 46.11.202-003 | Ermita de Sant Sebastià (la Pobla de Vallbona) · Vegeu més fotos d'aquest monument · Carregueu una nova foto d'aquest monument                                    |
| Ermita del Mas de Tous                                     | BRL           |             | La Pobla de Vallbona                               | 39° 35′ 15″ N, 0° 32′ 29″ O / 39.587475°N,0.541439°O | 46.11.202-004 | Carregueu una nova foto d'aquest monument |
| Tram d'aqüeducte romà                                      | BRL etnològic |             | La Pobla de Vallbona                               |                                                      | 46.11.202-009 | Carregueu una nova foto d'aquest monument |
| Casa Bernal                                                | BRL           |             | La Pobla de Vallbona C. Poeta Llorente - av. Colón | 39° 35′ 32″ N, 0° 33′ 11″ O / 39.59222°N,0.55306°O   | 46.11.202-010 | Casa Bernal (la Pobla de Vallbona) · Vegeu més fotos d'aquest monument · Carregueu una nova foto d'aquest monument                                                |

## Riba-roja de Túria
| Monument                                 | Prot.? | Estil/època                        | Localització                                  | Coordenades                                          | Codi?         | Imatge |
| ---------------------------------------- | ------ | ---------------------------------- | --------------------------------------------- | ---------------------------------------------------- | ------------- | --- |
| Castell i muralles de Riba-roja de Túria | BIC    | Arquitectura medieval S.XII; S.XVI | Riba-roja de Túria C. Cisterna i Pl. Benedito | 39° 32′ 54″ N, 0° 33′ 53″ O / 39.548222°N,0.56464°O  | RI-51-0010658 | Castell i muralles (Riba-roja de Túria) · Vegeu més fotos d'aquest monument · Carregueu una nova foto d'aquest monument                       |
| Recinte emmurallat de Riba-roja de Túria | BIC    | Arquitectura medieval              | Riba-roja de Túria Al nucli urbà              | 39° 32′ 54″ N, 0° 33′ 53″ O / 39.548222°N,0.564639°O | RI-51-0011531 | Recinte emmurallat de Riba-roja de Túria · Vegeu més fotos d'aquest monument · Carregueu una nova foto d'aquest monument                      |
| Antic asil convent de la Sagrada Família | BRL    | S.XIX; S.XX                        | Riba-roja de Túria                            | 39° 32′ 53″ N, 0° 33′ 53″ O / 39.548142°N,0.564613°O | 46.11.214-005 | Antic asil convent de la Sagrada Família (Riba-roja de Túria) · Vegeu més fotos d'aquest monument · Carregueu una nova foto d'aquest monument |
| Església parroquial de l'Assumpció       | BRL    | S.XVIII                            | Riba-roja de Túria Pl. de l'Ajuntament, 1     | 39° 32′ 50″ N, 0° 34′ 03″ O / 39.547336°N,0.567441°O | 46.11.214-001 | Església parroquial de l'Assumpció (Riba-roja de Túria) · Vegeu més fotos d'aquest monument · Carregueu una nova foto d'aquest monument       |

## Serra
| Monument                                          | Prot.? | Estil/època                                                     | Localització                                       | Coordenades                                          | Codi?         | Imatge |
| ------------------------------------------------- | ------ | --------------------------------------------------------------- | -------------------------------------------------- | ---------------------------------------------------- | ------------- | --- |
| Cartoixa de Porta Coeli                           | BIC    | Gòtic - Barroc S.XIII al S.XIX                                  | Serra Porta Coeli                                  | 39° 40′ 56″ N, 0° 28′ 24″ O / 39.682222°N,0.473333°O | RI-51-0012131 | Cartoixa de Porta Coeli (Serra) · Vegeu més fotos d'aquest monument · Carregueu una nova foto d'aquest monument                           |
| Castell                                           | BIC    | Arquitectura islàmica, arquitectura medieval S.VIII; S.IX       | Serra Turó proper a la població                    | 39° 40′ 58″ N, 0° 24′ 51″ O / 39.682782°N,0.414064°O | RI-51-0010767 | Castell (Serra) · Vegeu més fotos d'aquest monument · Carregueu una nova foto d'aquest monument                                           |
| Torre de l'Ermita                                 | BIC    | Arquitectura medieval                                           | Serra A la part alta del municipi, junt al Calvari | 39° 41′ 14″ N, 0° 25′ 41″ O / 39.687132°N,0.428137°O | RI-51-0010796 | Torre de l'Ermita (Serra) · Vegeu més fotos d'aquest monument · Carregueu una nova foto d'aquest monument                                 |
| Torre de Ria                                      | BIC    | Arquitectura medieval                                           | Serra Propera a la font de l'Ombriu                | 39° 41′ 31″ N, 0° 24′ 54″ O / 39.691872°N,0.415053°O | RI-51-0010760 | Torre de Ria (Serra) · Vegeu més fotos d'aquest monument · Carregueu una nova foto d'aquest monument                                      |
| Torre de Satarenya                                | BIC    | Arquitectura islàmica - Arquitectura medieval S. VIII al S.XIII | Serra Entre el Castell i la ctra. de Nàquera       | 39° 40′ 27″ N, 0° 25′ 19″ O / 39.674222°N,0.421808°O | RI-51-0010993 | Torre de Satarenya (Serra) · Vegeu més fotos d'aquest monument · Carregueu una nova foto d'aquest monument                                |
| Torre del Senyor de la Vila                       | BIC    | Arquitectura medieval                                           | Serra C. Cantó de la Torre (antic c. Sant Josep)   | 39° 41′ 05″ N, 0° 25′ 44″ O / 39.684719°N,0.428958°O | RI-51-0010678 | Torre del Senyor de la Vila (Serra) · Vegeu més fotos d'aquest monument · Carregueu una nova foto d'aquest monument                       |
| Ermita de Sant Josep i Calvari                    | BRL    |                                                                 | Serra                                              | 39° 41′ 11″ N, 0° 25′ 41″ O / 39.68639°N,0.42806°O   | 46.11.228-008 | Ermita de Sant Josep (Serra) · Modifica el valor a Wikidata · Carregueu una nova foto d'aquest monument                                   |
| Església parroquial de la Mare de Déu dels Àngels | BRL    |                                                                 | Serra                                              | 39° 41′ 06″ N, 0° 25′ 46″ O / 39.685°N,0.42944°O     | 46.11.228-002 | Església parroquial de la Mare de Déu dels Àngels (Serra) · Vegeu més fotos d'aquest monument · Carregueu una nova foto d'aquest monument |

## Vilamarxant
| Monument                              | Prot.? | Estil/època           | Localització                         | Coordenades                                          | Codi?         | Imatge |
| ------------------------------------- | ------ | --------------------- | ------------------------------------ | ---------------------------------------------------- | ------------- | --- |
| Castell de Vilamarxant                | BIC    | Arquitectura medieval | Vilamarxant Al centre de la població | 39° 34′ 06″ N, 0° 37′ 11″ O / 39.568285°N,0.619609°O | RI-51-0010629 | Castell (Vilamarxant) · Vegeu més fotos d'aquest monument · Carregueu una nova foto d'aquest monument                               |
| Edifici al carrer Secador, 1 i 3      | BRL    |                       | Vilamarxant                          | 39° 34′ 05″ N, 0° 37′ 07″ O / 39.56792°N,0.61861°O   | 46.11.256-003 | Edifici al carrer Secador, 1 i 3 (Vilamarxant) · Vegeu més fotos d'aquest monument · Carregueu una nova foto d'aquest monument      |
| Església parroquial de Santa Catalina | BRL    |                       | Vilamarxant                          | 39° 34′ 07″ N, 0° 37′ 12″ O / 39.568629°N,0.619975°O | 46.11.256-001 | Església parroquial de Santa Catalina (Vilamarxant) · Vegeu més fotos d'aquest monument · Carregueu una nova foto d'aquest monument |